# Buró Político del Comité Central del Partido Comunista de la Unión Soviética
El Buró Político del Comité Central del Partido Comunista de la Unión Soviética (en ruso: Полити́ческое бюро́ Центра́льного комите́та Коммунисти́ческой па́ртии Сове́тского Сою́за), también conocido como Politburó (en ruso: Политбюрó o Политбюро, cuya transliteración literal o estricta es Politbiuró o Politbyuró) fue el máximo órgano de gobierno y dirección del Partido Comunista de la Unión Soviética (PCUS), que estaba encargado de definir la línea ideológica del partido, y funcionaba como la oficina política (de ahí su nombre) del Comité Central. Además, dirigía al partido entre las sesiones del Comité Central, con un mandato extensivo solo al partido. 
Entre los años 1952 y 1966 se lo conoció con el nombre de Presídium. Este organismo estaba compuesto por los principales miembros del Comité Central. El Politburó era electo por el Comité Central para dirigir al mismo. Sin embargo se dio una serie de situaciones donde organismos como el Comité Central superaron al Politburó, como por ejemplo, la derrota del llamado Grupo Antipartido en 1957.

## Historia
A instancias de Lenin se estableció el 23 de octubre de 1917, en vísperas de la Revolución de Octubre, una oficina política con el fin específico de dirigir la asonada, formada por siete miembros; Andréi Búbnov, Grigori Zinóviev, Lev Kámenev, Lenin, Grigori Sokólnikov, Iósif Stalin y Lev Trotski.Este precursor no sobreviviría el fragor de la guerra, reservándose la gestión de la dirección superior y las funciones políticas el Comité Central. Sin embargo, por razones prácticas, menos de la mitad de los integrantes del Comité Central podían asistir a dichas reuniones, pese a que aquel organismo tomaba todas las decisiones importantes. Durante el VIII Congreso del PCUS en 1919, se tomó la decisión de restablecer el organismo con el nombre de Buró Político del Comité Central del Partido Comunista Ruso (Bolchevique), que posteriormente conformaría el núcleo y verdadero centro político del partido. Se ordenó al Comité Central que designara un Politburó formado por cinco miembros para decidir sobre cuestiones demasiado urgentes como para esperar a la deliberación del Comité Central en pleno. Los miembros originales del Politburó electos fueron Lenin, Trotski, Stalin , Kámenev y Nikolái Krestinski. 

Esta nueva Oficina Política tenía la responsabilidad de decidir en aquellas materias que en atención de la urgencia y la necesidad de rápida decisión no podían esperar las deliberaciones del Comité Central. Este primer organismo estaba compuesta por cinco individuos en su calidad de miembros plenos del mismo: el mismo Lenin, Trotski, Stalin, Kámenev y Krestinski. Pese a que en su estructura inicial el Politburó tenía su origen en las bases partidarias, en la práctica se convirtió, dada la influencia de Lenin (así como de otros destacados miembros), en el principal reflejo de los pesos y contrapesos políticos, así como la representación de las principales corrientes de opinión dentro del partido. Sus integrantes contaban con apoyo por parte de sus aliados dentro del Politburó mismo, así como en el Comité Central y por fuera de estos organismos. El funcionamiento del partido se basó en el sistema concebido por Lenin, a menudo denominado leninismo.Desde 1917 hasta mediados de la década de 1920, los congresos del partido se celebraban anualmente, el Comité Central se convocaba al menos una vez al mes y el Politburó se reunía una vez a la semana. Lenin trató de establecer reglas disciplinarias en el partido para evitar la aparición de facciones y la creación de la Comisión de Control; no obstante, siempre trató de desarrollar una democracia interna dentro del partido. Lenin abordó estas cuestiones en 1923, en sus artículos "Cómo deberíamos reorganizar la Inspección de Obreros y Campesinos" y "Mejor menos pero mejor". En ellos, Lenin escribió sobre su plan de convertir las reuniones combinadas del Comité Central y la Comisión de Control en el " parlamento " del partido. Las reuniones combinadas de estos dos harían responsable al Politburó, al mismo tiempo que lo protegerían del faccionalismo. Admitiendo que las barreras organizativas pueden ser inadecuadas para salvaguardar al partido de la administración por un sola persona, Lenin reconoció la importancia de los individuos. Su testamento intentó resolver esta crisis reduciendo los poderes tanto de Stalin como de Trotski. 

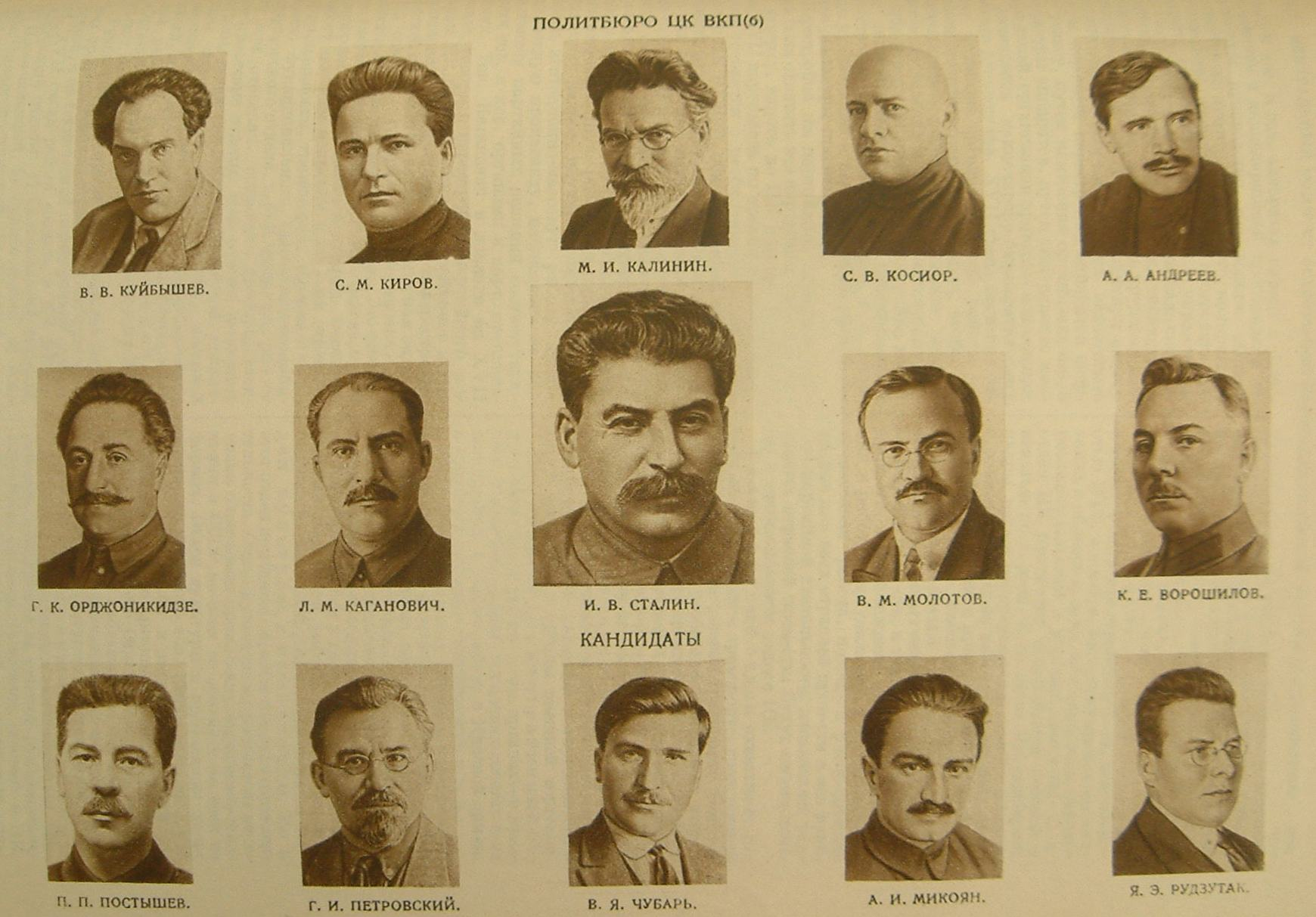
Politburó encabezado por Stalin. 10 de febrero de 1934.

En diciembre de 1925 pasó a llamarse Buró Político del Comité Central del Partido Comunista de Toda la Unión (Bolchevique), durante el XIV Congreso. Tras la llegada al poder de Iósif Stalin, la frecuencia de las reuniones formales disminuyó.El Politburó, al igual que el resto del partido funcionó en el marco del centralismo democrático, es decir, un sistema en el que los órganos superiores son responsables ante los órganos inferiores y donde cada miembro está subordinado a las decisiones del partido. A mediados y finales de la década de 1920, el oficialismo centrista de Stalin se enfrentó primero con la Oposición de izquierda encabezada por Trotski y después a la Oposición de derecha encabezada por Bujarin. Los miembros del Politburó partidarios de Stalin realizaron campaña por un estatuto organizativo del partido que reducía la democracia intrapartidaria a favor de la jerarquía y el centralismo. Durante este período, el cargo de Secretario General adquirió una importancia primordial; el Politburó, que nominalmente era responsable ante el Comité Central y el Congreso del Partido, pasó a ser responsable ante el Secretario General. El Secretario General, jefe del Secretariado y del Buró Organizativo (Orgburó), "llegó a ejercer un peso enorme en la toma de decisiones". El Secretariado y el Orgburó eran responsables de los nombramientos de personal en todo el partido, y por eso Stalin y sus aliados promovieron a individuos con ideas afines. Viacheslav Mólotov y Lázar Kaganóvich desempeñaron un papel clave en el fortalecimiento del papel del Secretariado y del Orgburó en los asuntos del Partido. A finales de la década de 1940, el Politburó se reunió aún menos, pero se crearon comisiones dentro de este para tomar decisiones y resolver problemas de manera rápida. Durante el XIX Congreso celebrado en 1952 fue renombrado como Presídium del Comité Central del Partido Comunista de la Unión Soviética. En este congreso, además del renombramiento del Politburó, este se amplió para incluir en su composición a más jóvenes trabajadores activos, aunque en una reunión celebrada el 5 de enero de 1953 se restableció la composición anterior del Politburó, y muchos electos fueron privados de su membresía en el Presídium del Comité Central.
Después de la muerte de Stalin en 1953, su sucesor Nikita Jrushchov criticó a dichas comisiones del Politburó durante el XX Congreso del Partido y las acusó de omitir el liderazgo colectivo. Durante el XXII Congreso celebrado en 1966, pasó a llamarse ahora Buró Político del Comité Central del Partido Comunista de la Unión Soviética, nombre que conservaría definitivamente durante los años siguientes. En 1990, en el marco del XXVIII Congreso del Partido, se decidió retirar todos los poderes del Politburó como parte de la reforma del gobierno soviético, y por iniciativa de Mijaíl Gorbachov se creó el cargo de presidente y aparecieron fuerzas políticas alternativas, por lo que el papel del Politburó en el gobierno del país disminuyó drásticamente. Después de los acontecimientos de agosto de 1991, a pesar de la destitución del PCUS del poder, el Politburó no se disolvió oficialmente y existió de jure hasta que el partido fue finalmente prohibido el 6 de noviembre de 1991.

## Potestades
El Politburó era el organismo encargado de dirigir al partido durante el periodo entre los plenos del Comité Central.Además, tenía la función de diseñar la política y línea ideológica del partido. Era, junto con el Orgburó (hasta 1952), uno de los organismos permanentes del partido, así como su Secretariado. El Politburó se reunía una vez a la semana para tomar decisiones y dirigir al partido. Arkadi Shevchenko, como muchos expertos técnicos soviéticos, asistió una vez a la parte de una reunión del Politburó que tocaba su área de especialización, y a menudo preparaba a su jefe Andréi Gromiko para las reuniones. Describió el estilo de trabajo de la reunión semanal del Politburó durante la era de Brézhnev como "tranquilo, ordenado y metódico. Aunque se prepara una agenda, no hay convocatoria de quórum ni otra forma de procedimiento parlamentario".Las memorias de Shevchenko dejan en claro que la tensa lucha política que a menudo podía ocurrir entre los miembros del Politburó por lo general no tenía lugar abiertamente durante sus reuniones, sino más bien a espaldas de los rivales. En la práctica, el centralismo democrático del leninismo soviético a menudo seguía un estilo de consentimiento unánime en lugar de voto mayoritario. 
Este estilo de toma de decisiones por consenso tenía raíces no solo en la era de la Gran Purga, también conocida como Yezhóvshchina, sino también en la cultura cuidadosamente cultivada de toma de decisiones colectivas del gobierno de Brézhnev. Shevchenko dijo: "Mientras el Politburó consideraba el tema del cual yo era responsable, me senté con Kuznetsov, Kornienko y (Vasili) Makarov, detrás de Gromiko en la mesa larga del Kremlin. Brézhnev preguntó si todos los miembros del Politburó habían recibido el borrador de los documentos soviético-estadounidenses a tiempo y si los habían estudiado. La mayoría de los miembros asintieron en silencio. -¿Puedo asumir que el borrador está aprobado?- preguntó Brézhnev. Nadie habló. -El borrador está aprobado- dijo Brezhnev después de unos momentos más de silencio. Makarov puso su mano sobre mi hombro, susurrando: 'Está bien, Arkadi, eso es todo. Puedes irte'".
Sin embargo, hubo ocasiones en las que el Secretario General se imponía a todos los demás miembros al dejar clara su opinión e insinuar que no se toleraría la disidencia; Mijaíl Smirtyukov recordó esto en una de esas reuniones del Politburó: mientras Brézhnev estaba de vacaciones, el Segundo Secretario Mijaíl Súslov, que odiaba la idea de que frente al Mausoleo de Lenin en la Plaza Roja hubiera una Tienda Universal Principal (GUM), intentó convertir dicho GUM en una sala de exposiciones y un museo que mostrara la historia soviética y comunista. Sin embargo, una vez redactada la decisión y que Brézhnev fuera informado inmediatamente, cuando regresó de sus vacaciones, antes de la primera reunión del Politburó, preguntó: "¿Quién fue el idiota de aquí que hizo el plan para cerrar el GUM y abrir allí una especie de gabinete de curiosidades?". Después de que todos se sentaron, preguntó: "Bueno, ¿se ha resuelto el problema del GUM?" Entonces todos, incluido Súslov, asintieron con la cabeza. El problema quedó cerrado de una vez por todas sin discusión.

## Forma de designación
Los miembros del Politburó eran elegidos por el Comité Central (C.C.) durante su primer pleno después de cada Congreso del Partido.Para ser elegido miembro del Politburó, un candidato tenía que ser parte del C.C. Era el Politburó del Comité Central del PCUS el que tomaba decisiones que posteriormente eran aprobadas por el Comité Central del PCUS . El Politburó del Comité Central del PCUS incluía miembros y candidatos a miembros del Politburó (este último hasta 1990), que podían participar en las reuniones del Politburó, pero no tenían derecho a votar.

## Composición y estructura

### Miembros plenos y candidatos

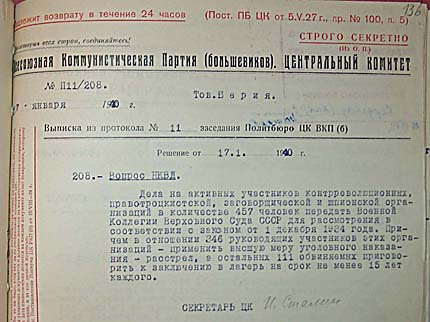
Resolución del Politburó firmada por Stalin, donde se ordena la ejecución de 246 enemigos del pueblo. Fechada el 17 de enero de 1940.

El Politburó estaba compuesto por dos tipos de miembros. Por una parte estaban los miembros plenos y los miembros candidatos. La diferencia entre ellos era que los últimos no tenían derecho a voto en las decisiones. La composición del mismo varió durante la existencia de la Unión Soviética, aunque por lo general estaba compuesto por catorce miembros plenos y ocho candidatos. 
Durante el gobierno de Jrushchov, el Presídium del Comité Central comenzó a incluir a los primeros secretarios de algunos partidos comunistas republicanos (la tradición continuó más tarde), y en 1990, el Politburó incluyó a todos los primeros secretarios de los comités centrales republicanos. Para evitar al máximo las disputas personales, así como para evitar el faccionalismo, existía una antigua regla de procedimiento por la cual las críticas más fuertes circularan con antelación, para evitar conflictos durante las reuniones mismas. La primera mujer en formar parte del Politburó fue Yekaterina Fúrtseva. El miembro del Politburó que posee el récord de mayor permanencia en el cargo fue el mariscal Kliment Voroshílov, quien formó parte del organismo durante 34 años y seis meses, mientras que el miembro con el récord de menor tiempo de permanencia fue el también militar Gueorgui Zhúkov, quien conservó su puesto durante 120 días.

### Secretariado del Comité Central
El Secretariado del Comité Central era el órgano administrativo superior del Politburó, que era dirigido por el Secretario General. Pese a que oficialmente no había una dirección dentro del mismo, el Secretario General del partido (que usualmente también era director del Comité Central) tenía un rol preponderante en el funcionamiento del mismo. En la práctica los miembros más poderosos del Politburó eran los miembros del Secretariado del Partido, liderados por su Secretario General. 

### Secretario General del Comité Central
El Secretario General era el máximo dirigente del Secretariado, y en consecuencia, del Politburó.

## Datos misceláneos
Los eslavos étnicos dominaron el Politburó desde su creación en 1919. Esto no es sorprendente, ya que las tres repúblicas más pobladas de la Unión Soviética eran las étnicamente eslavas: Bielorrusia, Ucrania y Rusia.Desde 1919 hasta 1991, 89 miembros del Politburó eran rusos (lo que representa el 68%), en segundo lugar estaban los ucranianos, que tenían 11 miembros en el Politburó, lo que representa el 8%, y en tercer lugar están los judíos étnicos y los georgianos, que tenían 4 miembros respectivamente, lo que representa el 3%. A modo de comparación, según los censos de población , durante estos años la Unión Soviética tenía una composición de entre el 51% (en 1989) y el 58% (en 1939) de rusos, entre el 15% (en 1989) y el 21% (en 1926) de ucranianos, entre el 1,2% (en 1926) y el 1,4% (en 1989) de georgianos, y entre el 0,5% (en 1989) y el 1,8% (en 1926) de judíos.En general, en la primera mitad de la existencia del Politburó, hubo una representación étnica mayor que en la segunda mitad, y no fue hasta el 28º Politburó que cada república tuvo un representante en el Politburó.
La edad media del Politburó era de 39 años en 1919, y el Politburó continuó envejeciendo más o menos consistentemente hasta 1985. Los miembros del Politburó generalmente elegían sucesores que tenían aproximadamente la misma edad, lo que resultó en el establecimiento de la gerontocracia después del gobierno de Brézhnev.Mientras que la edad aumentaba constantemente durante el liderazgo de Jrushchov, los miembros eran reemplazados; Por ejemplo, el 70 por ciento de los miembros elegidos para el Politburó en 1956 perdieron sus escaños en 1961. En contraste, todos los miembros del Politburó elegidos en 1966 fueron reelegidos en 1971,y 12 de los 19 miembros elegidos en 1966 fueron reelegidos en 1981. En el momento de la muerte de Brézhnev en 1982, la edad media del Politburó era de 70 años, época en la que precisamente se suele calificar al gobierno de Brézhnev como una "gerontocracia". Esta media de las edades de los miembros finalmente se detuvo bajo Gorbachov. A partir de 1985, la edad de los miembros del Politburó disminuyó constantemente.
El 59% de los miembros del Politburó (tanto candidatos como titulares) eran de origen rural, mientras que el 41% eran de origen urbano.Los primeros miembros del Politburó eran predominantemente de zonas urbanas. Por ejemplo, en el 9º Politburó, dos de los ocho miembros totales (Trotski y Mijaíl Kalinin) nacieron en zonas rurales. A partir de la década de 1930, la mayoría de los miembros del Politburó tenían un padre que trabajaba como campesino o como obrero. A partir de la década de 1960, la mayoría de los nuevos miembros tenían antecedentes obreros, como se esperaba, sin embargo, curiosamente de 1975 a 1981 se produjo un aumento repentino de personas de origen campesino.Sobre el nivel de estudios, la mayoría de los miembros habían trabajado como trabajadores, pero la mayoría de ellos habían cursado la educación superior más tarde en su vida (la mayoría de ellos estudiaron ingeniería).El 43% por ciento de los miembros del Politburó obtuvieron credenciales de educación superior durante su vida, mientras que en un cercano segundo lugar, el 32% de los miembros obtuvieron una educación en ingeniería técnica.

## Cronología de integrantes
Los nombres de los miembros del Politburó aparecen en negrita. Todas las elecciones al y remociones del Politburó son por votación del Pleno del Comité Central, a menos de que se indique otra cosa. 
| Fecha                      | Notas |
| -------------------------- | --- |
| 23 de octubre de 1917      | Andréi Búbnov, Grigori Zinóviev, Lev Kámenev, Vladímir Lenin, Grigori Sokólnikov, Iósif Stalin y Lev Trotski elegidos miembros del Buró Político en la reunión del Comité Central. |
| 7 de noviembre de 1917     | Revolución de Octubre en Petrogrado; el Politburó cesa en sus funciones. Miembros del Comité Central (agosto de 1917 al 5 de marzo de 1918, entre el VI y VII Congreso del PCUS): Artiom (Serguéiev), Berzin, Búbnov, Bujarin, Dzerzhinski, Zinóviev, Kámenev, Kolontái, Krestinski, Lenin, Miliutin, Muránov, Smilga, Sokólnikov, Stalin, Trotski, Uritski y Shaumián. Miembros candidatos: Dzhaparidze, Iofe, Kiseliov, Lómov (Opókov), Preobrazhenski, Skrýpnyk, Stásova y Yákovleva. Miembros del Comité Central (8 de marzo de 1918 al 17 de marzo de 1919, entre el VIII y el IX Congreso del PCUS): Artiom, Bujarin, Vladímirski, Dzerzhinski, Zinóviev, Krestinski, Lashévich, Lenin, Sverdlov, Smilga, Sokólnikov, Stalin, Stásova, Trotski, Shmidt. Miembros candidatos: Berzin, Iofe, Kiseliov, Lómov (Opókov), Petrovski, Stučka, Uritski y Shliápnikov. |
| 25 de marzo de 1919        | Kámenev, Nikolái Krestinski, Lenin, Stalin y Trotski elegidos miembros plenos; Nikolái Bujarin, Zinóviev y Mijaíl Kalinin elegidos miembros candidatos. |
| Julio a septiembre de 1919 | Elena Stásova, Secretaria Jefe del Comité Central, fue miembro temporal del Politburó entre los meses de julio y septiembre de 1919, por acuerdo entre el Politburó y el Orgburó, |
| 5 de abril de 1920         | Kámenev, Krestinski, Lenin, Stalin y Trotski elegidos miembros plenos; Bujarin, Zinóviev y Kalinin elegidos miembros candidatos. |
| 16 de marzo de 1921        | Zinóviev, Kámenev, Lenin, Stalin y Trotski elegidos miembros plenos; Bujarin, Kalinin y Viacheslav Mólotov elegidos miembros candidatos. |
| 3 de abril de 1922         | Zinóviev, Kámenev, Lenin, Alekséi Rýkov, Stalin, Mijaíl Tomski y Trotski elegidos miembros plenos; Bujarin, Kalinin y Mólotov elegidos miembros candidatos. |
| 26 de abril de 1923        | Zinóviev, Kámenev, Lenin, Rýkov, Stalin, Tomski y Trotski elegidos miembros plenos; Bujarin, Kalinin, Mólotov y Jānis Rudzutaks elegidos miembros candidatos. |
| 21 de enero de 1924        | Lenin muere. |
| 2 de junio de 1924         | Bujarin, Zinóviev, Kámenev, Rýkov, Stalin, Tomski y Trotski elegidos miembros plenos; Féliks Dzerzhinski, Kalinin, Mólotov, Rudzutak, Sokólnikov y Mijaíl Frunze elegidos miembros candidatos. |
| 31 de octubre de 1925      | Frunze muere. |
| 1 de enero de 1926         | Bujarin, Kliment Voroshílov, Zinóviev, Kalinin, Mólotov, Rýkov, Stalin, Tomski y Trotski elegidos miembros plenos; Dzerzhinski, Kámenev, Grigori Petrovski, Rudzutak y Nikolái Uglánov elegidos miembros candidatos. |
| 20 de julio de 1926        | Dzerzhinski muere. |
| 23 de julio de 1926        | Zinóviev relevado de sus funciones; Rudzutak elegido miembro pleno; Andréi Andréyev, Lázar Kaganóvich, Kámenev, Serguéi Kírov, Anastás Mikoyán, Sergó Ordzhonikidze, Petrovski y Uglánov elegidos miembros candidatos. |
| 23 de octubre de 1926      | Trotski y Kámenev relevados de sus funciones en un pleno conjunto del Comité Central y la Comisión Central de Control. |
| 3 de noviembre de 1926     | Ordzhonikidze relevado de sus funciones en un pleno conjunto del Comité Central y la Comisión Central de Control; Vlas Chubar elegido miembro candidato. |
| 19 de diciembre de 1927    | Bujarin, Voroshílov, Kalinin, Kúibyshev, Mólotov, Rýkov, Rudzutak, Stalin y Tomski elegidos miembros plenos; Andréyev, Kaganóvich, Kírov, Stanislav Kosior, Mikoyán, Petrovski, Uglánov y Chubar elegidos miembros candidatos. |
| 29 de abril de 1929        | Uglánov relevado de sus funciones; Karl Bauman elegido miembro candidato. |
| 21 de junio de 1929        | Serguéi Sirtsov elegido miembro candidato. |
| 17 de noviembre de 1929    | Bujarin relevado de sus funciones. |
| 13 de julio de 1930        | Voroshílov, Kaganóvich, Kalinin, Kírov, Kosior, Kúibyshev, Mólotov, Rudzutak, Rýkov y Stalin elegidos miembros plenos; Andréyev, Mikoyán, Petrovski, Syrtsov y Chubar elegidos miembros candidatos. |
| 1 de diciembre de 1930     | Syrtsov relevado de sus funciones. |
| 21 de diciembre de 1930    | Rýkov y Andréyev relevados de sus funciones en un pleno conjunto del Comité Central y de la Comisión Central de Control; Ordzhonikidze elegido miembro pleno. |
| 4 de febrero de 1932       | Rudzutak relevado de sus funciones; Andréyev elegido miembro pleno. |
| 10 de febrero de 1934      | Andréyev, Voroshílov, Kaganóvich, Kalinin, Kírov, Kosior, Kúibyshev, Mólotov, Ordzhonikidze y Stalin elegidos miembros plenos; Mikoyán, Petrovski, Pável Póstyshev, Rudzutak y Chubar elegidos miembros candidatos. |
| 1 de diciembre de 1934     | Kírov asesinado. |
| 25 de enero de 1935        | Kúibyshev muere. |
| 1 de febrero de 1935       | Mikoyán y Chubar elegidos miembros plenos; Andréi Zhdánov y Robert Eihe elegidos miembros candidatos. |
| 18 de febrero de 1937      | Ordzhonikidze se suicida. |
| 26 de mayo de 1937         | Rudzutak es expulsado del Comité Central y del Partido después de haber sido arrestado el 25 de mayo de 1937. |
| 12 de octubre de 1937      | Nikolái Yezhov elegido miembro candidato. |
| 14 de enero de 1938        | Póstyshev relevado de sus funciones; Nikita Jrushchov elegido miembro candidato. |
| 29 de abril de 1938        | Eihe arrestado. |
| 3 de mayo de 1938          | Kosior arrestado. |
| 16 de junio de 1938        | Chubar relevado de sus funciones por el Politburó. |
| 22 de marzo de 1939        | Andréyev, Voroshílov, Zhdánov, Kaganóvich, Kalinin, Mikoyán, Mólotov, Stalin y Jrushchov elegidos miembros plenos; Lavrenti Beria y Nikolái Shvérnik elegidos miembros candidatos. |
| 21 de febrero de 1941      | Nikolái Voznesenski, Gueorgui Malenkov y Aleksandr Shcherbakov elegidos miembros candidatos. |
| 10 de mayo de 1945         | Shcherbakov muere |
| 18 de marzo de 1946        | Beria y Malenkov elegidos miembros plenos; Nikolái Bulganin y Alekséi Kosyguin elegidos miembros candidatos. |
| 3 de junio de 1946         | Kalinin muere. |
| 26 de febrero de 1947      | Voznesenski elegido miembro pleno. |
| 18 de febrero de 1948      | Bulganin aprobado como miembro pleno por cuestionario. |
| 31 de agosto de 1948       | Zhdánov muere. |
| 4 de septiembre de 1948    | Kosyguin aprobado como miembro pleno por cuestionario. |
| 7 de marzo de 1949         | Voznesenski relevado de sus funciones. |
| 16 de octubre de 1952      | Andriánov, Áristov, Beria, Bulganin, Voroshílov, Semión Ignátiev, Kaganóvich, Korótchenko, Kuznetsov, Otto Kuusinen, Malenkov, Mályshev, Mélnikov, Mikoyán, Mijáilov, Mólotov, Pervujin, Panteleimón Ponomarenko, Sabúrov, Stalin, Mijaíl Súslov, Jrushchov, Chesnokov, Shvérnik y Shkiriátov elegidos miembros plenos; Leonid Brézhnev, Andréi Vyshinski, Arseni Zvérev, Ignátov, Kabánov, Kosyguin, Patólichev, Pégov, Puzánov, Tevosián y Yudin elegidos miembros candidatos. Miembros no oficiales del Presidium: Beria, Bulganin, Voroshílov, Kaganóvich, Malenkov, Pervujin, Sabúrov, Stalin y Jrushchov. |
| 5 de marzo de 1953         | Stalin muere. |
| 5 de marzo de 1953         | Beria, Bulganin, Voroshílov, Kaganóvich, Malenkov, Mikoyán, Mólotov, Pervujin, Sabúrov y Jrushchov elegidos miembros plenos en una sesión conjunta del Comité Central, el Consejo de Ministros y el Presídium del Sóviet Supremo; Baguírov, Mélnikov, Ponomarenko y Shvérnik elegidos miembros candidatos. |
| 6 de junio de 1953         | Mélnikov relevado de sus funciones; Kirichenko elegido miembro candidato. |
| 26 de junio de 1953        | Beria arrestado. |
| 7 de julio de 1953         | Beria relevado de sus funciones. |
| 17 de julio de 1953        | Baguírov relevado de sus funciones. |
| 12 de julio de 1955        | Kirichenko y Súslov elegidos miembros plenos. |
| 27 de febrero de 1956      | Bulganin, Voroshílov, Kaganóvich, Kirichenko, Malenkov, Mikoyán, Mólotov, Pervujin, Sabúrov, Súslov y Jrushchov elegidos miembros plenos; Brézhnev, Gueorgui Zhúkov, Nuritdin Mujitdínov, Yekaterina Fúrtseva, Shvérnik, Dmitri Shepílov elegidos miembros candidatos. |
| 14 de febrero de 1957      | Frol Kozlov elegido miembro candidato. |
| 29 de junio de 1957        | Kaganóvich, Malenkov, Mólotov y Shepílov relevado de sus funciones. Áristov, Beliáyev, Brézhnev, Bulganin, Voroshílov, Zhúkov, Ignátov, Kirichenko, Kozlov, Kuusinen, Mikoyán, Súslov, Fúrtseva, Jrushchov y Shvérnik elegidos miembros plenos; Jānis Kalnbērziņš, Andréi Kirilenko, Korótchenko, Kosyguin, Mázurov, Vasil Mzhavanadze, Muhiddínov, Pervujin y Pospélov elegidos miembros candidatos. |
| 29 de octubre de 1957      | Zhúkov relevado de sus funciones. |
| 17 de diciembre de 1957    | Mujitdínov elegido miembro pleno. |
| 18 de junio de 1958        | Nikolái Podgorni y Polianski elegidos miembros candidatos. |
| 5 de septiembre de 1958    | Bulganin relevado de sus funciones. |
| 4 de mayo de 1960          | Beliáyev y Kirichenko relevado de sus funciones; Kosyguin, Podgorni y Polianski elegidos miembros plenos. |
| 16 de julio de 1960        | Voroshílov relevado de sus funciones. |
| 18 de enero de 1961        | Vóronov y Víktor Grishin elegidos miembros candidatos. |
| 31 de octubre de 1961      | Brézhnev, Vóronov, Kozlov, Kosyguin, Kuusinen, Mikoyán, Podgorni, Polianski, Súslov, Jrushchov y Shvérnik elegidos miembros plenos; Grishin, Mázurov, Mzhavanadze, Sharof Rashídov y Volodímir Scherbitski elegidos miembros candidatos. |
| 23 de abril de 1962        | Kirilenko elegido miembro pleno. |
| 23 de noviembre de 1962    | Yefrémov elegido miembro candidato. |
| 13 de diciembre de 1963    | Scherbitski relevado de sus funciones; Petró Shélest elegido miembro candidato. |
| 17 de mayo de 1964         | Kuusinen muere. |
| 14 de octubre de 1964      | Jrushchov relevado de sus funciones. |
| 16 de noviembre de 1964    | Kozlov relevado de sus funciones; Aleksandr Shelepin y Shélest elegidos miembros plenos; Piotr Démichev elegido miembro candidato. |
| 26 de marzo de 1965        | Mázurov elegido miembro pleno; Ustínov elegido miembro candidato. |
| 6 de diciembre de 1965     | Scherbitski elegido miembro candidato. |
| 8 de abril de 1966         | Brézhnev, Vóronov, Kirilenko, Kosyguin, Mázurov, Arvīds Pelše, Podgorni, Polianski, Súslov, Shelepin y Shélest elegidos miembros plenos; Grishin, Démichev, Dinmujamed Kunáyev, Piotr Mashérov, Mzhavanadze, Rashídov, Dmitri Ustínov y Scherbitski elegidos miembros candidatos. |
| 21 de junio de 1967        | Yuri Andrópov elegido miembro candidato. |
| 9 de abril de 1971         | Brézhnev, Vóronov, Grishin, Kirilenko, Kosyguin, Kulakov, Kunáyev, Mázurov, Pelše, Podgorni, Polianski, Súslov, Shelepin, Shélest y Scherbitski elegidos miembros plenos; Andrópov, Démichev, Mashérov, Mzhavanadze, Rashídov y Ustínov elegidos miembros candidatos. |
| 23 de noviembre de 1971    | Solómentsev elegido miembro candidato. |
| 19 de mayo de 1972         | Borís Ponomariov elegido miembro candidato. |
| 18 de diciembre de 1972    | Mzhavanadze relevado de sus funciones. |
| 27 de abril de 1973        | Vóronov y Shélest relevado de sus funciones; Andrópov, Grechko y Andréi Gromyko elegidos miembros plenos; Grigori Románov elegido miembro candidato. |
| 16 de abril de 1975        | Shelepin relevado de sus funciones. |
| 5 de marzo de 1976         | Andrópov, Brézhnev, Grechko, Grishin, Gromyko, Kirilenko, Kosyguin, Kulakov, Kunáyev, Mázurov, Pelše, Podgorni, Románov, Súslov, Ustínov y Scherbitski elegidos miembros plenos; Alíyev, Démichev, Mashérov, Ponomariov, Rashídov y Solómentsev elegidos miembros candidatos. |
| 26 de abril de 1976        | Grechko muere. |
| 24 de mayo de 1977         | Podgorni relevado de sus funciones. |
| 3 de octubre de 1977       | Kuznetsov y Konstantín Chernenko elegidos miembros candidatos. |
| 17 de julio de 1978        | Kulakov muere. |
| 27 de noviembre de 1978    | Mázurov relevado de sus funciones; Chernenko elegido miembro pleno; Nikolái Tíjonov y Eduard Shevardnadze elegidos miembros candidatos. |
| 27 de noviembre de 1979    | Tíjonov elegido miembro pleno; Mijaíl Gorbachov elegido miembro candidato. |
| 4 de octubre de 1980       | Mashérov muere en un accidente automovilístico. |
| 21 de octubre de 1980      | Kosyguin relevado de sus funciones; Gorbachov elegido miembro pleno; Kiseliov elegido miembro candidato. |
| 3 de marzo de 1981         | Andrópov, Brézhnev, Gorbachov, Grishin, Gromyko, Kirilenko, Kunáyev, Pelše, Románov, Súslov, Tíjonov, Ustínov, Chernenko y Scherbitski elegidos miembros plenos; Heydar Alíyev, Démichev, Kiseliov, Vasili Kuznetsov, Borís Ponomariov, Rashídov, Solómentsev y Shevardnadze elegidos miembros candidatos. |
| 25 de enero de 1982        | Súslov muere. |
| 24 de mayo de 1982         | Dolgij elegido miembro candidato. |
| 10 de noviembre de 1982    | Brézhnev muere. |
| 22 de noviembre de 1982    | Kirilenko relevado de sus funciones; Alíyev elegido miembro pleno. |
| 11 de enero de 1983        | Kiseliov muere. |
| 29 de mayo de 1983         | Pelše muere. |
| 15 de junio de 1983        | Vorotnikov elegido miembro candidato. |
| 31 de octubre de 1983      | Rashídov se suicida. |
| 26 de diciembre de 1983    | Vorotnikov y Solómentsev elegidos miembros plenos; Víktor Chébrikov elegido miembro candidato. |
| 9 de febrero de 1984       | Andrópov muere. |
| 20 de diciembre de 1984    | Ustínov muere. |
| 10 de marzo de 1985        | Chernenko muere. |
| 23 de abril de 1985        | Yegor Ligachov, Ryzhkov y Chébrikov elegidos miembros plenos; Sokolov elegido miembro candidato. |
| 1 de julio de 1985         | Románov relevado de sus funciones; Shevardnadze elegido miembro pleno. |
| 15 de octubre de 1985      | Tíjonov relevado de sus funciones; Talyzin elegido miembro candidato. |
| 18 de febrero de 1986      | Grishin relevado de sus funciones; Borís Yeltsin elegido miembro candidato. |
| 6 de marzo de 1986         | Alíyev, Vorotnikov, Gorbachov, Gromyko, Zaikov, Kunáyev, Ligachov, Ryzhkov, Solómentsev, Chébrikov, Shevardnadze y Scherbitski elegidos miembros plenos; Démichev, Dolgij, Yeltsin, Sliunkov, Sokolov, Soloviov y Talyzin elegidos miembros candidatos. |
| 28 de enero de 1987        | Kunáyev relevado de sus funciones; Aleksandr Yákovlev elegido miembro candidato. |
| 26 de junio de 1987        | Sokolov relevado de sus funciones; Sliunkov, Yákovlev y Níkonov elegidos miembros plenos; Yázov elegido miembro candidato. |
| 21 de octubre de 1987      | Alíyev relevado de sus funciones. |
| 14 de febrero de 1988      | Yeltsin relevado de sus funciones; Masliukov y Razumovski elegidos miembros candidatos. |
| 30 de septiembre de 1988   | Gromyko, Solómentsev, Démichev y Dolgij relevado de sus funciones; Medvédev elegido miembro pleno; Biriukova, Vlásov y Lukiánov elegidos miembros candidatos. |
| 20 de septiembre de 1989   | Níkonov, Chébrikov, Scherbitski, Soloviov y Talyzin relevado de sus funciones; Kriuchkov y Masliukov elegidos miembros plenos; Yevgueni Primakov y Borís Pugo elegidos miembros candidatos. |
| 9 de diciembre de 1989     | Vladímir Ivashko elegido miembro pleno. |
| 14 de julio de 1990        | Mykolas Burokevičius, Gumbaridze, Gorbachov, Gurenko, Aleksandr Dzasójov, Ivashko, Islam Karímov, Petru Luchinski, Masalíyev, Majkámov, Movsisián, Ayaz Mütalíbov, Nursultán Nazarbáyev, Saparmurat Niyázov, Polozkov, Prokófiev, Rúbiks, Semiónova, Silari, Ye. Sokolov, Yegor Stróyev, Frolov, Oleg Shenin y Guennadi Yanáyev elegidos miembros del Politburó. |
| 11 de diciembre de 1990    | Ye. Sokolov y Movsisián relevado de sus funciones; Maloféyev y Pogosián elegidos miembro. |
| 31 de enero de 1991        | Gumbaridze y Yanáyev relevados de sus funciones en una sesión conjunta del Comité Central y la Comisión Central de Control; Annus elegidos miembro. |
| 25 de abril de 1991        | Masalíyev relevado de sus funciones en una sesión conjunta del Comité Central y la Comisión Central de Control; Amanbáyev, Yereméi y Surkov elegidos miembro. |
| 26 de julio de 1991        | Pogosián relevado de sus funciones. |
| 24 de agosto de 1991       | Después del fallido golpe de Estado de agosto, Yeltsin prohíbe el PCUS. |

## Información complementaria
- Oleg Jlevniuk [2006] Politburo. Yale University Press. ISBN 0-300-11066-9